# カズナーテ・コン・ベルナーテ
カズナーテ・コン・ベルナーテ（イタリア語: Casnate con Bernate）は、イタリア共和国ロンバルディア州コモ県にある、人口約5,000人の基礎自治体（コムーネ）。

## 地理

### 位置・広がり
コモ県南部のコムーネ。県都コモから南へ6kmの距離にある。

#### 隣接コムーネ
隣接するコムーネは以下の通り。
- コーモ
- クッチャーゴ
- フィーノ・モルナスコ
- グランダーテ
- ルイザーゴ
- センナ・コマスコ

### 地震分類
イタリアの地震リスク階級 (it) では、4 に分類される
。